# Mirso Tursunsoda

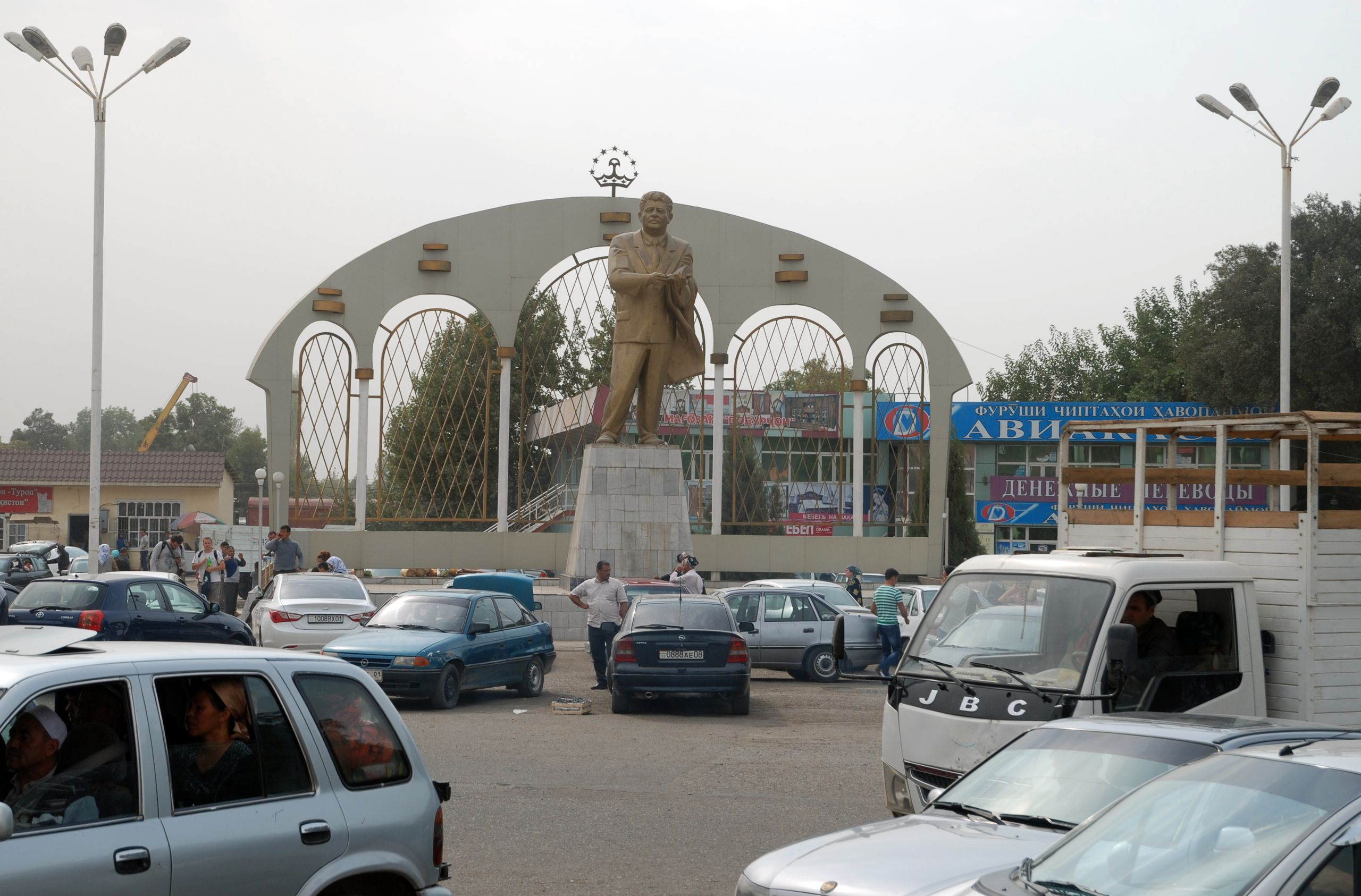
Standbild von Mirso Tursunsoda in der nach ihm benannten Stadt

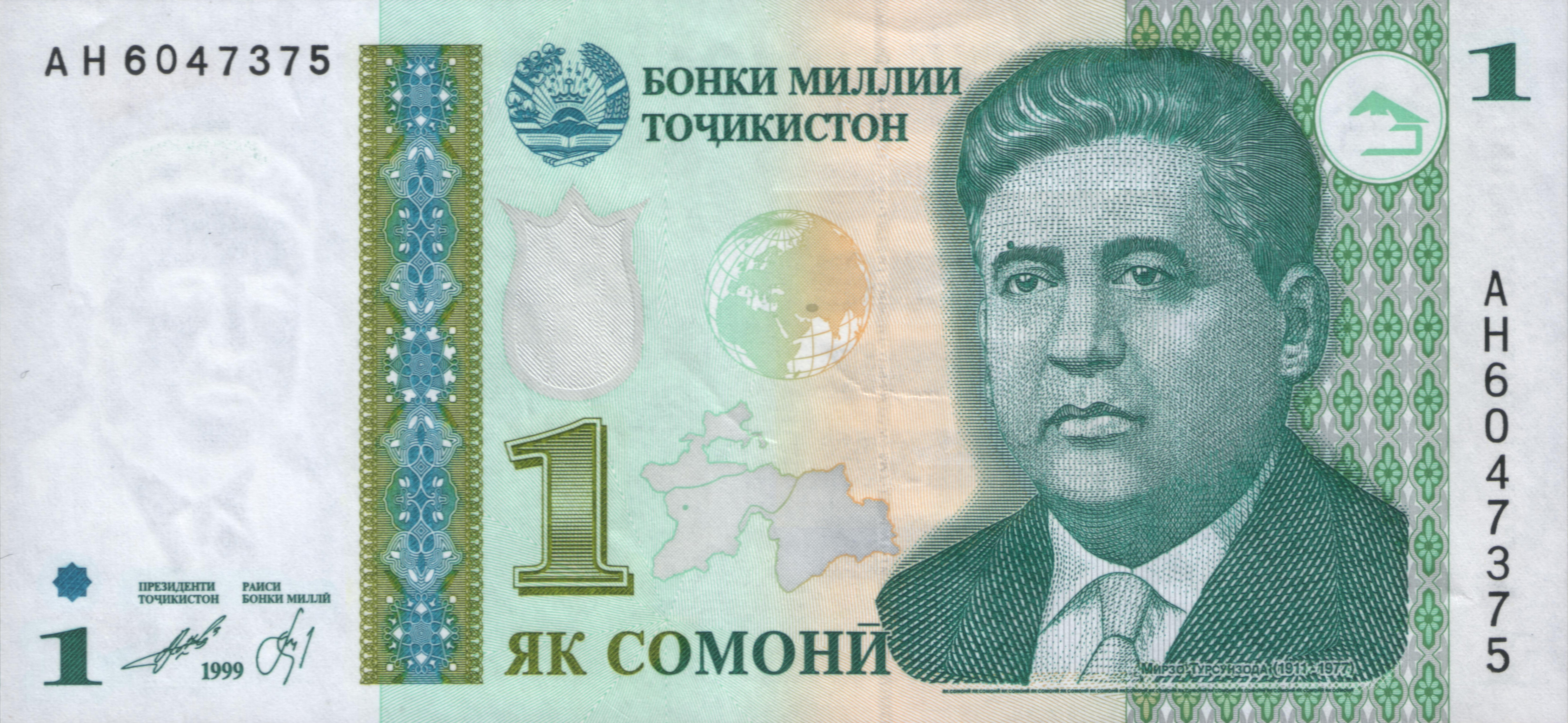
Mirso Tursunsoda auf der Ein-Somoni-Banknote von 1999

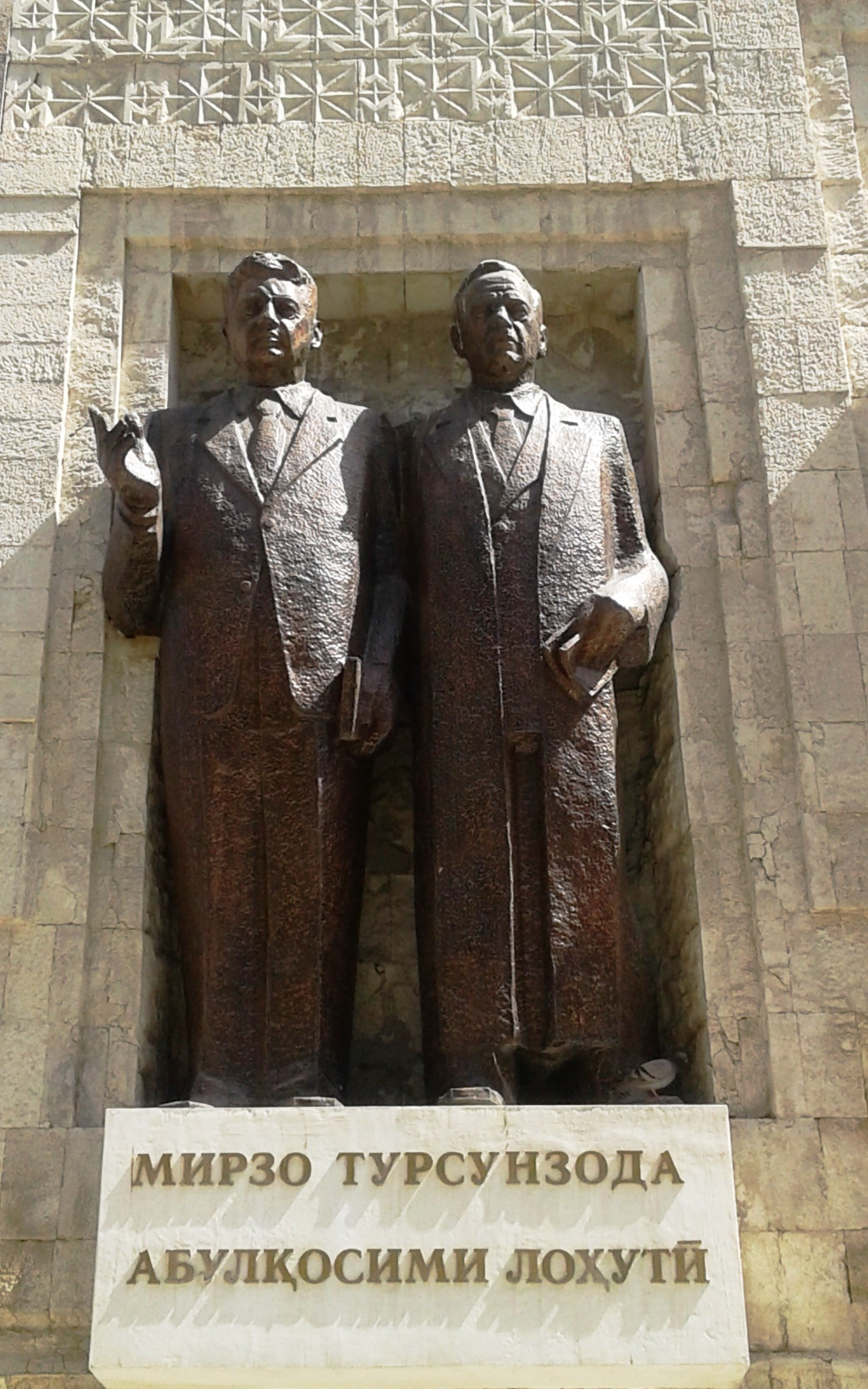
Mirso Tursunsoda und Abulqossim Lohutij am Denkmal Sterne der Poesie am Haus des Tadschikischen Schriftstellerverbandes in Duschanbe

Mirso Tursunsoda (tadschikisch Мирзо Турсунзода; * 2. Mai 1911 in Karatogh; † 24. September 1977 in Duschanbe) gilt als tadschikischer Nationaldichter. Nach Sadriddin Ainij gehörte er zu den führenden Vertretern des sozialistischen Realismus tadschikischer Prägung.

## Leben und Werk
Tursunsoda wuchs als Sohn eines Handwerkers auf und arbeitete ab 1931 als Zeitungsredakteur. Ab 1946 war er Präsident des tadschikischen Schriftstellerverbandes und ab 1951 Mitglied er Akademkie der Wissenschaften der Tadschikischen SSR.
Er schrieb Gedichte und Lieder, aber auch ein Schauspiel, Opernlibretti, Verserzählungen sowie literaturkritische Arbeiten. Zudem übersetzte er russische Literatur ins Tadschikische.

## Werke
(in englischer Übersetzung)
- Sun (1936)
- Autumn and Spring (1937)
- For the Motherland! (1941)
- Son of the Motherland (1942)
- The Bride from Moscow (1945)
- Indian Ballad (1947/1948)
- I am free of the East (1950)
- Hasan arbakesh (1954)
- Voice of Asia (1956)
- Eternal Light (1957)
- My dear (1960)
- From the Ganges to the Kremlin (1970)

## Ehrungen und Auszeichnungen
Zu seinen Ehren wurde die Stadt Tursunsoda benannt. Auf dem zentralen Platz der Stadt steht eine goldfarbene Statue von ihm. Zudem ist sein Bild auf der 1-Somoni-Banknote zu sehen.
- 1939, 1957: Orden des Roten Banners der Arbeit
- 1948: Stalinpreis
- 1948, 1949, 1954, 1967: Leninorden
- 2001: Held Tadschikistans[2] (tadschikisch Қаҳрамони Тоҷикистон; postum)